# Wojna Aszanti z Akan i Akuapem
Wojna Aszanti z plemionami Akan i Akuapem 1811–1816 to konflikt pomiędzy Federacją Aszanti pod wodzą króla Osei Bonsu a zjednoczonymi siłami popieranych przez Brytyjczyków plemion Akan oraz Akuapem zamieszkujących  południowe regiony obecnej Ghany.
Wojna z Akan i Akuapem była częścią całego szeregu konfliktów plemiennych na zajętych przez Aszanti terenach, zapoczątkowanych w roku 1806 wojną Aszanti z Fante (1806-1807) i zakończonych w roku 1824.
Trwające 5 lat walki zakończyły się zwycięstwem Aszanti i ucieczką przywódców zjednoczonych plemion. W roku 1816 Aszanti wtargnęli do kraju Fante, wyłapując ukrywających się tam przywódców plemion Akan oraz Akuapem, których zabito. W wyniku  wojny Aszanti opanowali cały rejon Złotego Wybrzeża. Lokalne władze europejskie (brytyjskie, duńskie i holenderskie) zmuszone były ten status zaakceptować i zacieśnić więzy z Aszanti. W tym samym roku 1816 brytyjska kompania afrykańska (African Company of Merchants) podpisała tzw ,,przyjacielski traktat,, uznając zdobycze terytorialne Aszanti na wybrzeżu.
Z militarnego punktu widzenia Aszanti osiągnęli wielki sukces. W toku działań wojennych zyskali sobie jednak kolejnych wrogów, po tym jak splądrowali miasto Akra, w którym połowa ludności wywodziła się z rodu Ga, dotychczasowego sojusznika Aszanti.
Jeszcze w roku 1811 podczas wojny Ga z Fante, wojownicy Ga walczyli po stronie Aszanti. Od czasu splądrowania Akry zarówno ludy Ga jak i Fante oddały się pod opiekę brytyjską.

## bibliografia
- Webster / Boahen: The Revolutionary Years. West Africa since 1800. Longman Group 1967, S.90
- Sanderson Beck:Asante, British and the Gold Coast